# Velocidade de escape

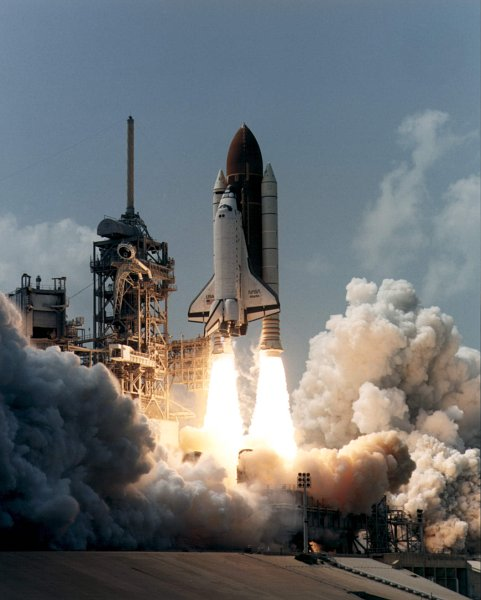
Ônibus Espacial Atlantis parte na missão STS-71. A necessidade de atingir a velocidade de escape não se aplica de forma estrita a veículos autopropulsionados e aqueles que não deixam a órbita da Terra, como o Ônibus Espacial.

Velocidade de escape, em física, é a velocidade na qual a energia cinética de um corpo é igual em magnitude à sua energia potencial em um campo gravitacional.
Ela é normalmente descrita como a velocidade necessária para "libertar-se" de um campo gravitacional; entretanto, isto não vale para objetos que tem propulsão própria, pois tal objeto pode libertar-se com qualquer velocidade maior do que zero, por exemplo mantendo uma velocidade constante de mesma direção que o peso mas de sentido contrário.

## Introdução

Análise de Isaac Newton da velocidade de escape

Para um dado campo gravitacional e uma dada posição, a velocidade de escape é a velocidade mínima que um objeto sem propulsão precisa para mover-se indefinidamente da origem do campo, em vez de cair ou ficar em órbita a uma certa distância da origem. Para isto acontecer o objeto não deve ser influenciado por nenhuma força significante exceto o campo gravitacional; em particular não pode haver propulsão (como em um foguete), nem haver atrito significativo (como o entre o objeto e a atmosfera terrestre - essas condições correspondem à queda livre), e não há radiação gravitacional.
Um aspecto um pouco contraintuitivo da velocidade de escape é que ela é independente de direção, então "velocidade" é um termo incorreto; é uma quantidade escalar e seria melhor descrita como "rapidez para escape" ou "velocidade escalar de escape". A forma mais simples de derivar a fórmula da velocidade de escape é usar a conservação de energia, assim: para poder escapar, um objeto tem que ter pelo menos tanta energia cinética quanto o acréscimo de energia potencial resultante de mover-se para uma altura infinita.
Definida de uma maneira um pouco mais formal, "velocidade de escape" é a velocidade inicial necessária para ir de um ponto em um campo potencial gravitacional para o infinito com uma velocidade residual zero, relativa ao campo. Da mesma forma, um objeto que parte do repouso no infinito e cai em direção à massa que o atrai irá, em sua trajetória (até atingir a superfície), mover-se a uma velocidade igual à velocidade de escape correspondente a sua posição. Em geral, o ponto inicial está na superfície de um planeta ou de uma lua. Na superfície da Terra, a velocidade de escape é cerca de 11,2 quilômetros por segundo, o equivalente a 40 320 km/h, cerca de 111 vezes mais rápido do que um carro de fórmula 1 em reta livre, ou cerca de 30 vezes mais rápido do que a velocidade do som a 25 °C. Entretanto, a 9 000 km de altitude é pouco menor que 7,1 km/s.
A velocidade de escape relativa à superfície de um corpo em rotação depende da direção em que o corpo que está escapando viaja. Por exemplo, como a velocidade de rotação da Terra é de 465 m/s para o leste no equador um foguete lançado tangencialmente do equador da Terra para o leste precisa de uma velocidade inicial de cerca de 10,735 km/s relativa à Terra para escapar enquanto um foguete lançado tangencialmente do equador para o oeste necessita de uma velocidade inicial de cerca de 11,665 km/s relativa à Terra. A velocidade superficial diminui com o cosseno da latitude geográfica, desta forma as estações de lançamento de foguetes são localizadas geralmente próximas do equador tanto quanto possível, como por exemplo o Cabo Canaveral americano na Flórida e o Centro Espacial da Guiana europeu, somente cinco graus do equador, na Guiana Francesa (ou o Centro de Lançamento de Alcântara brasileiro, situado a 2°22'54,70"S, bem mais perto da linha do equador).[carece de fontes?]
De forma simplificada, todos os objetos na Terra têm a mesma velocidade de escape. Não importa se a massa é 1 kg ou 1 000 kg, a velocidade de escape é sempre a mesma. O que muda de um caso para outro é a quantidade de energia necessária para acelerar a massa até a velocidade de escape: a energia necessária para um objeto de massa m escapar do campo gravitacional da Terra é {\displaystyle GMm/r_{0}}, uma função da massa do objeto (onde {\displaystyle {r_{0}}} é o raio da Terra). Objetos mais massivos necessitam de mais energia para atingir a velocidade de escape.

## Enganos comuns
A velocidade de escape é às vezes confundida com a velocidade com que um veículo autopropulsionado (como um foguete) deve atingir para deixar a órbita, entretanto este não é o caso. A velocidade de escape citada faz referência a velocidade que um objeto qualquer necessita para sair do efeito da gravidade na superfície do planeta. Porém, à medida que a altitude aumenta, essa velocidade diminui.
Um objeto autopropulsionado pode continuar se afastar do planeta em qualquer direção a uma velocidade menor que a velocidade de escape. Se a velocidade do objeto for abaixo da velocidade de escape para dada altura e a propulsão for removida, o objeto irá cair ou entrar em órbita. Se a velocidade for igual ou acima da velocidade de escape naquele ponto, ele terá energia suficiente para "escapar" do campo gravitacional, e não irá voltar para a superfície.

## Órbita
Se um corpo em queda livre em qualquer posição tem a velocidade de escape para aquela posição, o mesmo vale para a órbita completa. Se a origem da gravidade é um corpo esférico simétrico a órbita é (parte de) uma parábola com o centro da origem como foco (trajetória parabólica), ou parte de uma linha reta que passa pela origem. Quando se afasta da fonte, é chamada de órbita de escape, caso contrário é uma órbita de captura. As duas são também conhecidas como órbitas C3 = 0.
Um escape real necessita que a órbita parabólica não intercepte o corpo celestial. De forma mais geral, para um corpo com forma arbitrária é necessário que a órbita não intercepte o corpo. Para corpos não-convexos, nem todos os pontos na superfície precisam ser um ponto de partida possível para a órbita.
Se o corpo possuir a velocidade de escape em relação à Terra, ainda não é suficiente para escapar do Sistema Solar, assim as órbitas próximas à Terra se assemelham à parábolas, mas mais adiante elas se curvam para formar uma órbita elíptica em torno do Sol.

## Lista de velocidades de escape
| Posição           | em relação a               | Ve         |  | Posição       | em relação a        | Ve        |
| ----------------- | -------------------------- | ---------- |  | ------------- | ------------------- | --------- |
| no Sol,           | gravidade do Sol:          | 617,5 km/s |  |               |                     |           |
| em Mercúrio,      | gravidade de Mercúrio:     | 4,4 km/s   |  | em Mercúrio,  | gravidade do Sol:   | 67,7 km/s |
| em Vénus,         | gravidade de Vênus:        | 10,4 km/s  |  | em Vênus,     | gravidade do Sol:   | 49,5 km/s |
| na Terra,         | gravidade da Terra:        | 11,2 km/s  |  | na Terra/Lua, | gravidade do Sol:   | 42,1 km/s |
| na Lua,           | gravidade da Lua:          | 2,4 km/s   |  | na Lua,       | gravidade da Terra: | 1,4 km/s  |
| em Marte,         | gravidade de Marte:        | 5,0 km/s   |  | em Marte,     | gravidade do Sol:   | 34,1 km/s |
| em Júpiter,       | gravidade de Júpiter:      | 59,5 km/s  |  | em Júpiter,   | gravidade do Sol:   | 18,5 km/s |
| em Saturno,       | gravidade de Saturno:      | 35,5 km/s  |  | em Saturno,   | gravidade do Sol:   | 13,6 km/s |
| em Urano,         | gravidade de Urano:        | 21,3 km/s  |  | em Urano,     | gravidade do Sol:   | 9,6 km/s  |
| em Netuno,        | gravidade de Netuno:       | 23,5 km/s  |  | em Netuno,    | gravidade do Sol:   | 7,7 km/s  |
| no sistema solar, | a gravidade da Via Láctea: | ~1000 km/s |  |               |                     |           |

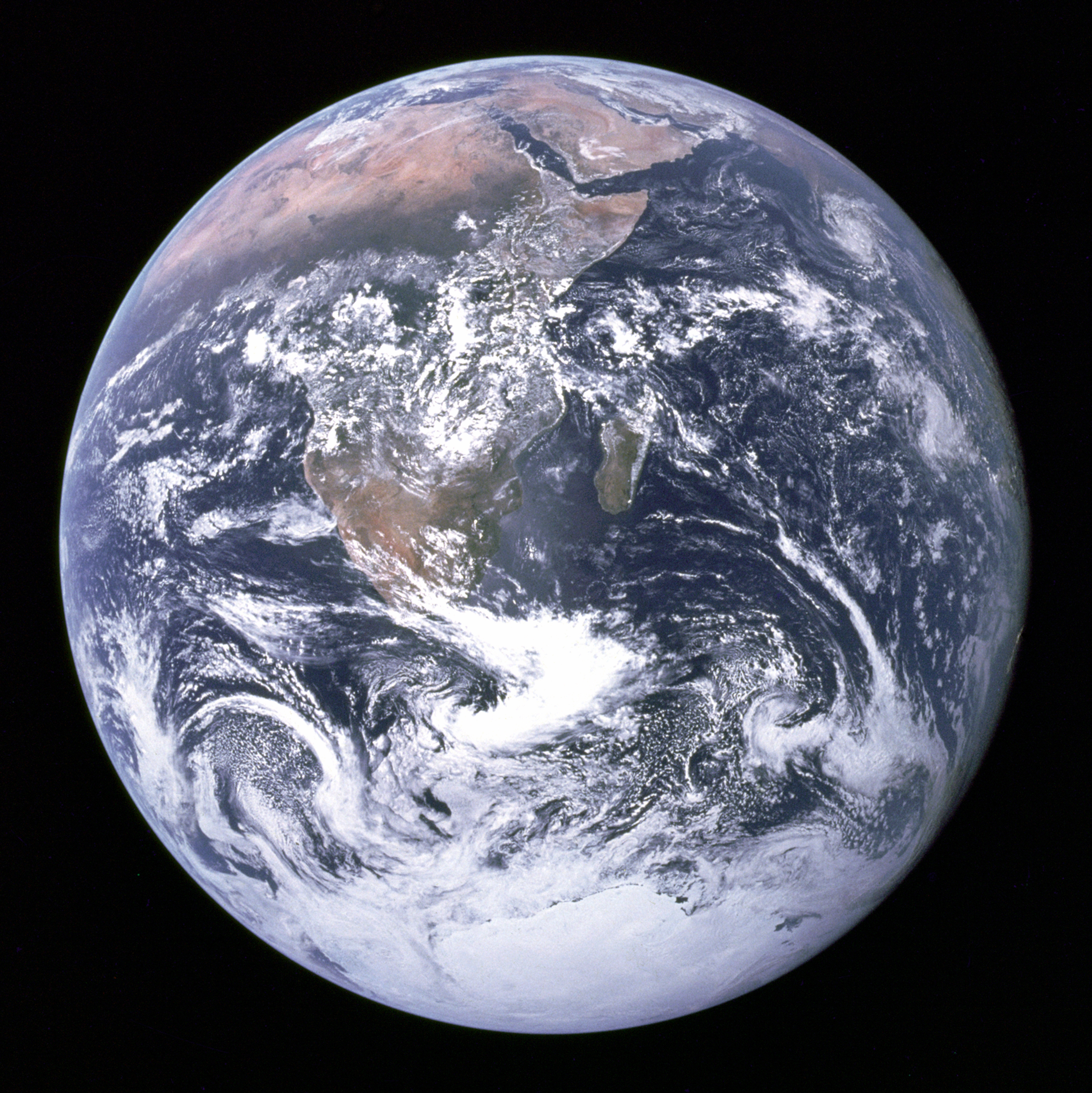
Para deixar o planeta Terra é necessária uma velocidade de escape de 11,2 km/s, entretanto uma velocidade de 42,1 km/s é necesária para escapar da gravidade do Sol (e sair do sistema solar) na mesma posição

Devido à atmosfera, não é útil (e mesmo muito difícil) dar a um objeto próximo à superfície da Terra uma velocidade de 11,2 km/s, já que estas velocidades estão bem além dos regimes supersônicos para a maioria dos sistemas de propulsão e faria com que os objetos queimassem devido ao atrito com a atmosfera. Para uma órbita de escape real, uma nave é primeiro colocada em órbita baixa da Terra, e então acelerada até a velocidade de escape naquela altitude, que é um pouco menor, cerca de 10,9 km/s. A aceleração necessária, entretanto, geralmente é bem menor por que naquela órbita a nave já tem uma velocidade de 8 km/s.

## Calculando a velocidade de escape
Para o caso simples do escape de um único corpo, a velocidade de escape é tal que a correspondente energia cinética é igual a menos a energia potencial gravitacional. Isto porque a energia cinética positiva é necessária para aumentar o potencial gravitacional negativo para zero, que é o caso para um objeto a distância infinita.
{\displaystyle {\begin{matrix}{\frac {1}{2}}\end{matrix}}mv_{e}^{2}={\frac {GMm}{r}}}
{\displaystyle v_{e}={\sqrt {\frac {2GM}{r}}}={\sqrt {\frac {2\mu }{r}}}={\sqrt {2gr\,}}.}
onde {\displaystyle v_{e}} é a velocidade de escape, G é a constante gravitacional, M é a massa do corpo do qual se está escapando, m é a massa do corpo que está escapando, g é a aceleração da gravidade, e r é a distância entre o centro do corpo e o ponto no qual a velocidade de escape está sendo calculada, e μ é o parâmetro gravitacional padrão.
A velocidade de escape a uma dada altura é {\displaystyle {\sqrt {2}}} vezes a velocidade em órbita circular na mesma altura, compare (14) em movimento circular. Isto deve-se ao fato que a energia potencial em relação ao infinito de um objeto em uma órbita destas é menos duas vezes sua energia cinética, enquanto que para escapar a soma das energias cinética e potencial precisa ser zero.
Para o corpo com uma distribuição de massa de simetria esférica, a velocidade de escape {\displaystyle v_{e}} da superfície (em m/s) é aproximadamente 2,364×10−5 m1,5kg-0,5s−1 vezes o raio r (em metros) vezes a raiz quadrada da densidade média ρ (em kgm/m³), ou:
{\displaystyle v_{e}\approx 2,364\times 10^{-5}r{\sqrt {\rho }}.\,}

## Derivando a velocidade de escape usando o cálculo
Estas derivações usam o cálculo, as Leis de Newton e as Lei da Gravitação Universal de Newton.

### Derivação usando somenteger
A velocidade de escape da Terra pode ser derivada de "g", "a aceleração da gravidade na superfície da Terra. Não é necessário conhecer a constante gravitacional G ou a massa M da Terra. Seja
r=  o raio da Terra, e
g=  a aceleração da gravidade na superfície da Terra.
Sobre a superfície da Terra, a aceleração da gravidade é governada pela lei da gravitação universal, uma lei do inverso do quadrado. Desta forma, a aceleração da gravidade na altura s sobre o centro da Terra (onde s > r) é {\displaystyle g(r/s)^{2}}.
O peso de um objeto de massa m na superfície é g m, e seu peso na altura s sobre o centro da Terra é gm(r / s)².
Consequentemente a energia necessária para elevar um objeto de massa m da altura s sobre o centro da Terra para a altura s + ds (onde ds é um incremento infinitesimal de s) é gm (r / s)² ds.
Como esta decresce suficientemente rápido conforme s aumenta, a energia total para elevar o objeto para uma altura infinita não diverge para o infinito, mas converge para uma quantia finita. Esta quantia é a integral da expressão acima:
{\displaystyle \int _{r}^{\infty }gm(r/s)^{2}\,ds=gmr^{2}\int _{r}^{\infty }s^{-2}\,ds=gmr^{2}\left[-s^{-1}\right]_{s:=r}^{s:=\infty }}
{\displaystyle =gmr^{2}\left(0-(-r^{-1})\right)=gmr.}
É esta a quantia de energia cinética necessária para que o objeto de massa m escape. A energia cinética de um objeto de massa m viajando à velocidade v é (1/2)mv². Assim, precisamos
{\displaystyle {\begin{matrix}{\frac {1}{2}}\end{matrix}}mv^{2}=gmr.}
O fator m é cancelado, e resolvendo para v, obtemos
{\displaystyle v={\sqrt {2gr\,}}.}
Se assumirmos que o raio da Terra seja r=  6 400 quilômetros e a aceleração da gravidade na superfície como g=  9,8 m/s², obtemos
{\displaystyle v\cong {\sqrt {2\left(9,8\ {\mathrm {m} /\mathrm {s} ^{2}}\right)(6,4\times 10^{6}\ \mathrm {m} )}}=11,2\ \mathrm {km} /\mathrm {s} .}
O que é um pouco mais que 11 km/s, ou um pouco menos que 7 milhas/s, como Isaac Newton calculou.

### Derivação usandoGeM
Seja G a constante gravitacional e M a massa da Terra ou outro corpo do qual se irá escapar.
{\displaystyle ma=m{\frac {dv}{dt}}=-{\frac {GMm}{r^{2}}}\,}
{\displaystyle a={\frac {dv}{dt}}=-{\frac {GM}{r^{2}}}\,}
Aplicando a regra da cadeia, obtemos:
{\displaystyle {\frac {dv}{dt}}={\frac {dv}{dr}}\cdot {\frac {dr}{dt}}=-{\frac {GM}{r^{2}}}\,}
Como {\displaystyle v={\frac {dr}{dt}}}
{\displaystyle {\frac {dv}{dr}}\cdot v=-{\frac {GM}{r^{2}}}\,}
{\displaystyle v\cdot dv=-{\frac {GM}{r^{2}}}\,dr\,}
{\displaystyle \int _{v_{0}}^{v(t)}v\,dv=-\int _{r_{0}}^{r(t)}{\frac {GM}{r^{2}}}\,dr\,}
{\displaystyle {\frac {v(t)^{2}}{2}}-{\frac {v_{0}^{2}}{2}}={\frac {GM}{r(t)}}-{\frac {GM}{r_{0}}}\,}
Como queremos a velocidade de escape.
{\displaystyle t\rightarrow \infty \ \ r(t)\rightarrow \infty } e {\displaystyle v(t)\rightarrow 0}
{\displaystyle -{\frac {v_{0}^{2}}{2}}=-{\frac {GM}{r_{0}}}\,}
{\displaystyle v_{0}={\sqrt {\frac {2GM}{r_{0}}}}\,}
v0 é a velocidade de escape e r0 é o raio do planeta. Note que a derivação acima baseia-se na equivalência entre massa inercial e massa gravitacional.

### As derivações são consistentes
A aceleração gravitacional pode ser obtida da constante gravitacional G e a massa da Terra M:
{\displaystyle g={\frac {GM}{r^{2}}},}
onde r é o raio da Terra. Assim
{\displaystyle v={\sqrt {2gr\,}}={\sqrt {{\frac {2GMr}{r^{2}}}\,}}={\sqrt {{\frac {2GM}{r}}\,}},}
portanto as duas derivações dadas acima são consistentes.

## Múltiplas fontes
A velocidade de escape de um campo com múltiplas fontes é derivada da energia potencial total por kg naquela posição, relativa ao infinito. As energias potenciais para todas as fontes podem ser simplesmente acrescidas. Para a velocidade de escape isto resulta na raiz quadrada da soma dos quadrados das velocidades de escape de todas as fontes separadas.
Por exemplo, na superfície da Terra a velocidade de escape para a combinação da Terra e do Sol é {\displaystyle \scriptstyle {\sqrt {11,2^{2}\ +\ 42,1^{2}}}\ =\ 43,56\ \mathrm {km} /\mathrm {s} }. Como resultado, para deixar o sistema solar é necessária uma velocidade de 13,6 km/s relativa à Terra na direção do movimento orbital da Terra, já que a velocidade é então acrescida à velocidade de 30 km/s do movimento orbital.

## Poço Gravitacional
No caso hipotético de uma densidade uniforme, a velocidade que um objeto deve atingir quando abandonado em um buraco com vácuo hipotético da superfície da Terra para o centro da Terra é a velocidade de escape dividida por {\displaystyle \scriptstyle {\sqrt {2}}}, isto é, a velocidade em uma órbita circular a baixa altitude. De forma correspondente, a velocidade de escape do centro da Terra também deve ser {\displaystyle \scriptstyle {\sqrt {1,5}}} vezes a da superfície.
Um cálculo mais preciso deve levar em conta o fato que a massa da Terra não é distribuída de forma uniforme conforme nos aproximamos do centro. Isto leva a velocidades maiores.
Veja também Energia potencial.